# Idioma nganguela
El ngangela es una lengua artificial a posteriori creada de una mezcla de cuatro lenguas bantúes relacionadas entre ellas. Ha sido considerada una de las lenguas nacionales de Angola desde el momento en que reemplazó el lugar oficial que tenía el mbunda.
El ngangela fue creado por el misionero Emil Pearson cuando hizo la traducción de una Biblia que sirviera para todas las cuatro comunidades lingüísticas. En 1970 fue publicado el diccionario inglés-inglesa. Las cuatro lenguas madres del ngangela son lenguas chokwe-luchazis: el luvale, el luchazi, el mbunda y el luimbi.